# 阿拉斯加湾

阿拉斯加灣位置圖

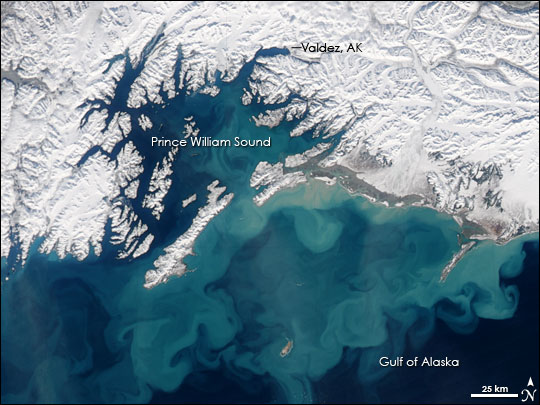
阿拉斯加灣衛星空照圖

阿拉斯加湾（英語：Gulf of Alaska）是太平洋的一个海湾，位於阿拉斯加州南部，以西是阿拉斯加半岛和科迪亚克岛，以东是亚历山大群岛。